# Dahlenburg
Dahlenburg là một đô thị của huyện Lüneburg, bang Niedersachsen, Đức. Đô thị này có diện tích 49,85 km². Đô thị này có cự ly khoảng25 km về phía đông của Lüneburg. Dahlenburg có dân số 3.449 người (thời điểm 31 tháng 12 năm 2007).
Dahlenburg là thủ phủ của Samtgemeinde ("đô thị tập thể") Dahlenburg.